# باتريشيا روبنسون
باتريشيا رولينز روبنسون (بالإنجليزية: Patricia Robinson)‏(31 مارس 1931-10 سبتمبر 2009) خبيرة اقتصادية وموظفة حكومية من ترينيداد شغلت منصب السيدة الأولى لترينيداد وتوباغو من عام 1997 حتى عام 2003. وكانت متزوجة من الرئيس السابق ورئيس الوزراء أ. ن. ر. روبنسون.

## الموت
توفيت باتريشيا روبنسون أثناء نومها في منزلها في إليرسلي بارك ، ترينيداد وتوباغو ، في 10 سبتمبر 2009 ، عن عمر يناهز 78 عامًا. أعلن طبيب عائلتها وفاتها بعد السادسة صباحًا بقليل، بحضورها ابنتها آن مارغريت. كانت روبنسون تعاني من عدد من الأمراض، بما في ذلك مرض الزهايمر ومرض السكري، خلال سنواتها الأخيرة ولم تكن ترى في الأماكن العامة منذ عدة سنوات.